# Etheostoma wapiti
Etheostoma wapiti is een straalvinnige vissensoort uit de familie van de echte baarzen (Percidae). De wetenschappelijke naam van de soort is voor het eerst geldig gepubliceerd in 1989 door Etnier & Williams.